# Flăcări
Flăcări este primul album de studio al cântăreței Anna Lesko. Singurul single lansat de pe acesta a fost „Ard în Flăcări”.

## Lista Melodiilor
Aceasta este lista melodiilor incluse pe albumul Flăcări.
1. „Ard în Flăcări”
2. „Jumătatea Ta”
3. „Stele”
4. „U Sadu Guliala”
5. „Ce Rost Are?”
6. „Cu Tine, eu”
7. „Lasă-mă Să Fiu Așa”
8. „Inimă de Piatră”
9. „Soarele”
10. „Cu Tine, Eu” (remix)
11. „Jumătatea Ta” (remix)